# Harry Tate
Harry Francis Tate (Saint Louis, Missouri, 31 de juliol de 1886 - Saint Louis, 27 d'octubre de 1954) va ser un futbolista estatunidenc que va competir a primers del segle xx. El 1904 va prendre part en els Jocs Olímpics de Saint Louis, on guanyà la medalla de bronze en la competició de futbol com a membre del St. Rose Parish.